# Дмитрук Андрій Всеволодович
Андрі́й Все́володович Дмитру́к (нар. 10 липня 1947, Київ) — український письменник-фантаст і сценарист. Член Національної спілки кінематографістів України та Національної спілки письменників України.

## Біографія
Народився в Києві. Закінчив ВДІК.

## Творчість
Написав понад півтори сотні сценаріїв науково-популярних, документальних і художніх фільмів.
Перша публікація — оповідання «Міраж» (1963). У 1967 році в київському видавництві «Веселка» вийшла його перша книга — збірник коротких оповідань «Велика місія цивілізаторів». Активно публікувався в 1970–1980-х роках, написав кілька десятків оповідань українською та російською мовами.1990 року опублікував збірку «Сліди на траві». Усього випустив п'ять фантастичних збірок (дві українською та три російською мовами).
У 1996 р. вийшов роман «рос. Битва богов»; у 2012 р. — роман «рос. Смертеплаватели».
У 2013 році за сценарієм А. Дмитрука режисерка Світлана Красножон зняла документальний фільм «Двобій на Дніпрі», присвячений подіям Другої світової війни, що відбувалися на території Києва в 1943 році.
5 листопада 2013 фільм був показаний в телеефірі Першого національного каналу до 70-ї річниці визволення Києва від німецької окупації, а 2015 року Український інститут національної пам'яті включив цей фільм у перелік художніх і документальних фільмів, рекомендованих до використання для відзначення у загальноосвітніх навчальних закладах 70-ї річниці завершення Другої світової війни.
У 2016 році вийшли фантастична повість «рос. История сердобольного вампира» та книга-документ «Мы — дети Днепра».
У 2018 р. — вийшли роман «Защита Эмбриона» та збірка повістей «Магические приключения Лярусса и Марше».
У 2021 р. вийшла книга «Совсем другие».
У 2022 р. вийшла книга "Суд Осириса", 10 повістей у жанрі магічного детективу.
У 2023 р. вийшла книга-документ "...І назвали його Київ" (співавтор О. Ручко). 
У 2024 р. вийшла книга нарисів "Мала енциклопедія таємниць".  
У 2025 р. вийшла упорядкована А. В. Дмитруком збірка фантастики "Клітка для бога" з двома його кіноповістями.   
Був учасником Першої Всесоюзної наради КЛФ у Києві, членом правління Всесоюзного творчого об'єднання молодих письменників-фантастів (ВТО МПФ). .

## Робота в ЗМІ
Працював оглядачем Українського телебачення, був автором і головним ведучим передачі «Свічадо. Реальність неможливого», далі "Цей таємничий світ" (на каналі УТ-1 Національної телекомпанії України) про загадки і таємниці минулого; автором та ведучим документальних телефільмів на каналі UA.Перший.  Був автором і  ведучим ще кількох телепрограм. Багато років збирає унікальну картотеку, де зібрані тисячі фактів про таємниче і загадкове.  З лютого 2017 року — президент благодійного фонду ім. Володимира Фролькіса, що підтримує досліди українських вчених в галузі подовження людського життя.

## Громадська діяльність
Голова творчого об'єднання пригодників і фантастів Київської організації Національної спілки письменників України.

## Погляди
Письменник вважає, що в 1991 році в Україні відбувся процес її виламування з «загальноруського космосу». Сумнівається в політиці русифікації та утисках української культури за часів Російської імперії та в Радянському Союзі.
За власними словами (1991 рік),
|  | розпад СРСР сприйняв, як особисту катастрофу; з тих пір відчуваю себе емігрантом в незнайомій і досить моторошній країні, вірніше - висланим насильно .... |

У вересні 2017 року підтримав ініціативу Яна Таксюра з приводу відміни закриття Російського Центра науки і культури в Києві.

## Твори
- 1967 Велика місія цивілізаторів: Науково-фантастичні оповідання
  - Міраж — с.5-15
  - Альбертів злочин — с.16-22
  - Спадкоємці — с.23-28
  - Хрестоносець — с.29-35
  - Ніч — с.36-44
  - Король твіста — с.45-54
  - Знімальний майданчик — с.55-66
  - Порушення закону — с.67-73
  - Пустощі: Оповідання-жарт — с.74-84
  - Волохатий хлопець — с.85-89
  - Велика місія цивілізаторів — с.90-104
  - Творення світу: Феєрія — с.105-115
- 1982 Аурентина: Науково-фантастичні оповідання
  - Аурентина — с.3-20
  - Доброго ранку, химери! — с.21-53
  - Лісовий цар — с.54-68
  - Дорога до джерела — с.69-91
  - Диво — с.92-99
  - Двобій — с.100-116
  - Відповідний візит — с.117-127
  - Повернення Регіса — с.128-140
- Щоденник Стівена Шейкера: Науково-фантастичне оповідання // Знак зодіака. — К.: Веселка, 1965 — с.43-63
- Нуль-бар'єр: Науково-фантастичне оповідання // Позивні Альфи Лебедя. — К.: Веселка, 1966 — с.98-105
- Кінь білий і кінь гнідий: Фантастичне оповідання / Пер. з російської С. Гайдук // Пригоди, подорожі, фантастика-79. — К.: Молодь, 1979 — с.115-127
- Відвідини самітника: [Оповідання] // Пригоди, подорожі, фантастика-81. — К.: Молодь, 1981 — с.49-62
- Усміх капітана Дарванга: Оповідання // Пригоди, подорожі, фантастика-83. — К.: Молодь, 1983 — с.167-179
- Форміка: Оповідання // ППФ (Пригоди, подорожі, фантастика)-85. — К.: Молодь, 1985 — с.113-129
- Таємниця абата Монитессюї: Повість // Дніпро, 1987, № 7 — с.
- Гостинець для президента. — К.: Радянський письменник, 1989 — с.137-193
- Священна відеохроніка: Оповідання / Пер. Зінаїди Клещенко // Пригоди, подорожі, фантастика-90. — К.: Молодь, 1990 — с.102-124
- Сон про лісове озеро: Повість / Мал. О. О. Бутенко // Наука-фантастика, 1991, № 6 — с.19-26; № 7 — с.; № 8 — с.

1991 — Диво на лотосі. Дозвільні роздуми туриста // Пригоди, подорожі, фантастика-91: Зб.: Повісті, оповідання, нариси / Упоряд. Л. П. Забродська, Худож. О. І Дмитрієв. — К.: Молодь, 1991. — с. 5-29.

## Літературні премії[9]

### 2013 рік
- Номінант Демократичної Національної премії України по фантастиці за роман рос. «Смертеплаватели» (2008)
- Номінант Демократичної Національної премії України по фантастиці за повість рос. «Чаша и яд» (2012)
- Номінант Демократичної Національної премії України по фантастиці за оповідання рос. «Слоновья леди» (2012)

### 2017 рік
- Номінант Літературної премії імені Івана Антоновича Єфремова (Росія) за роман рос. «История сердобольного вампира» (2016)